# Madonna am Springbrunnen

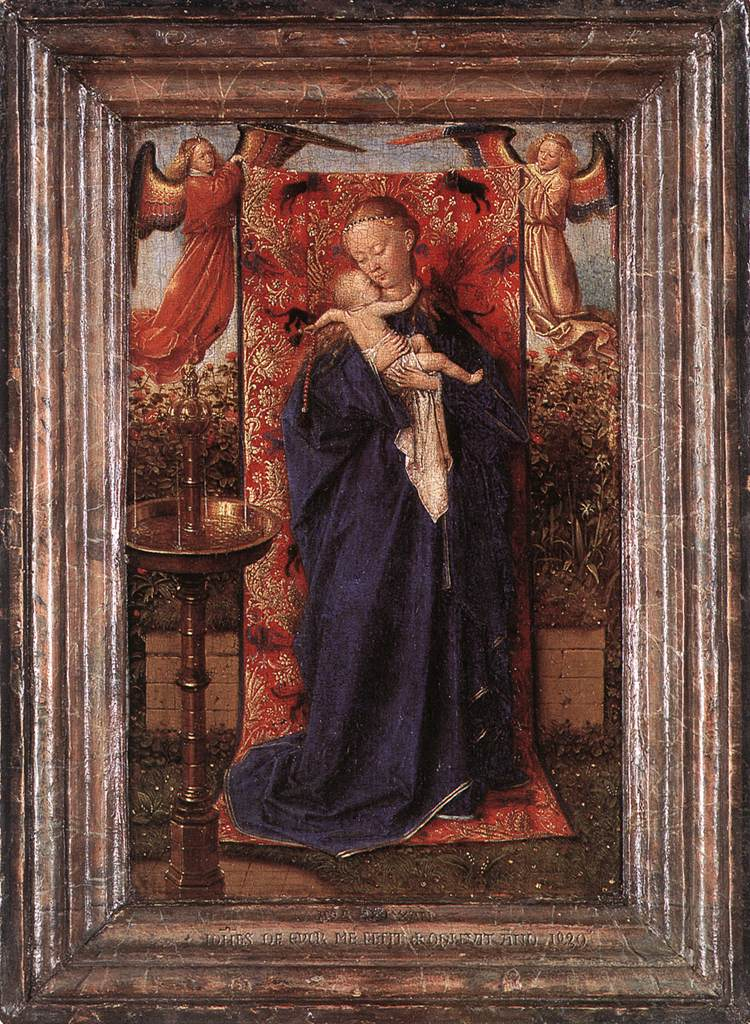
Madonna am Springbrunnen

Die Madonna am Springbrunnen ist ein Gemälde des flämischen Malers Jan van Eyck. Mit einem inneren Bildmaß von 19 × 12 Zentimeter ist dieses sich heute noch im Originalrahmen befindliche Gemälde nur wenig größer als eine Postkarte. 

## Geschichte
Das Gemälde entstand im Jahre 1439 und gehört damit zum Spätwerk Jan van Eycks. Es befindet sich heute im Koninklijk Museum voor Schone Kunsten in Antwerpen. 
Ungewöhnlich an diesem Gemälde ist, dass Jan van Eyck hier die Madonna in einer blauen Heuke darstellt: Beim Dresdner Marienaltar, der Lucca-Madonna, der Rolin-Madonna sowie der Madonna des Kanonikus Joris van der Paele tragen die Madonnen rote Heuken. Die Verwendung der Farbe Rot für die Bekleidung von Madonnen- oder Gottvaterfiguren ist ein Charakteristikum der niederländischen Malerei des 15. Jahrhunderts. In den Niederlanden schätzte man zu dieser Zeit besonders scharlachfarbene Gewänder, die mit dem teuersten Textilfarbstoff Karmin gefärbt waren. Dieser Farbstoff wurde aufwändig aus den Eiern der Schildlausarten Kermes ilicis und Kermes vermilio gewonnen. Entsprechend dem Modegeschmack seiner niederländischen Zeitgenossen verwendete Jan van Eyck bei mehreren Madonnendarstellungen als untere Farbschicht Zinnoberrot und übermalte dann diese lichtempfindliche Materie mit transparentem Krapplack. 
Italienische Maler verwendeten dagegen für die Darstellung der Madonnengemälde bevorzugt das kostbare Ultramarin, dessen beste Qualitäten mehr wert waren als ihr Gewicht in Gold und das man wegen seines hohen Materialwerts als angemessene Wahl ansah. Dass Jan van Eyck hier Blau wählte, kann als ein Einfluss der italienischen Malerei gewertet werden; Jan van Eyck gehörte als Kammerherr dem Hof des Herzogs von Burgund an, zählte zu seinen engen Vertrauten und wurde mindestens drei Mal von ihm auf diplomatische Missionen ins Ausland entsendet. Während das Reiseziel von zwei der Reisen bekannt ist, ist der Zielort der ersten Reise unbekannt. Kunsthistoriker gehen heute allgemein davon aus, dass diese Reise Jan van Eyck nach Italien führte. Ein Beleg dafür sind eine Reihe stilistischer Einflüsse italienischer Malerei im Werk von Jan van Eyck wie beispielsweise die perspektivische Darstellung bei der Lucca-Madonna. Jan van Eyck gehörte außerdem zu den ersten Malern nördlich der Alpen, die ihr Werk signierten und datierten. Die Signatur findet sich hier auf dem erhalten gebliebenen Originalrahmen. 
Ähnlich wie bei der Lucca-Madonna fehlt auch in diesem Gemälde die Stifterfigur. Die Madonna ist hier stehend dargestellt. Zwei Engel halten hinter ihr ein Ehrentuch hoch. Links und rechts davon ist eine Rosenhecke erkenntlich. Ansonsten weist dieses Gemälde nur wenige Details auf; es fehlt die Darstellung von Gegenständen des Alltagslebens, wie man es bei der Lucca-Madonna findet. Es fehlt auch die perspektivische Darstellung, die eine Tiefe des Raums vermittelt.